# Dyocerasoma drimicum
Dyocerasoma drimicum är en mångfotingart som beskrevs av Mrsic 1985. Dyocerasoma drimicum ingår i släktet Dyocerasoma och familjen knöldubbelfotingar. Inga underarter finns listade i Catalogue of Life.